# Sukarejo (Suku Tengah Lakitan Ulu)
Sukarejo is een bestuurslaag in het regentschap Musi Rawas van de provincie Zuid-Sumatra, Indonesië. Sukarejo telt 2257 inwoners (volkstelling 2010).